# Burcardo II da Suábia

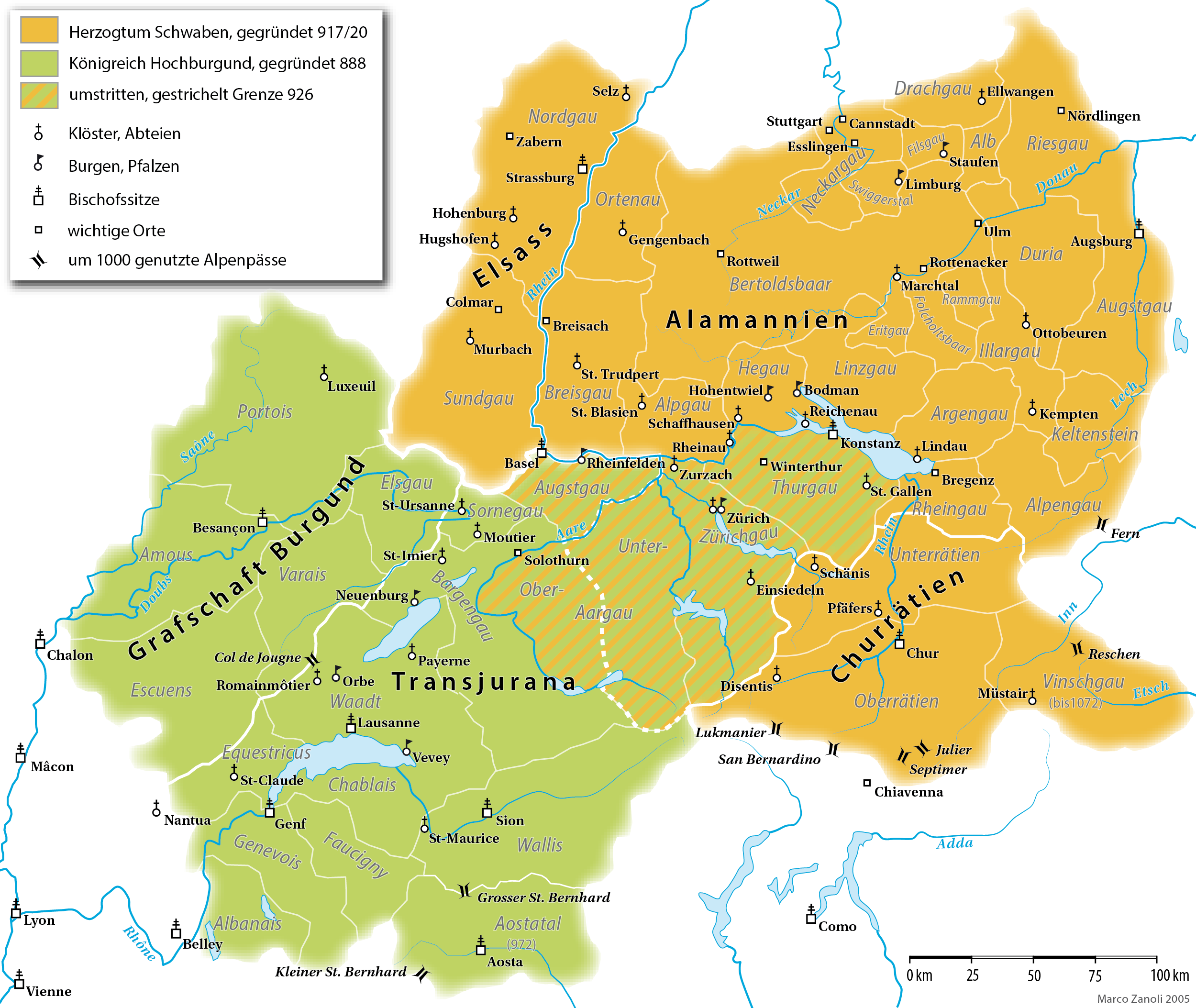
Mapa do do ducado da Suábia no período de Burcardo II

Burcardo II da Suábia (883 ou 884 - 29 de abril de 926) foi nobre medieval cuja família tem origem nos povos Alamanos, foi duque de Suábia desde 909 e até á sua morte, marquês de Récia e Conde de Turgóvia e Baar, no que parecem ser as terras ancestrais de sua família, os hunfridingas ou burcardingas, príncipes com origem Alamanos, títulos que herdou de seus pais, Burcardo I da Suábia e Lugarda da Saxônia, então rainha-viúva do rei da Frância oriental Luís III da Germânia e filha do duque de Saxónia, Ludolfo da Saxónia.

## Biografia
Burcardo participou nas primeiras guerras ocorridas na Suábia, em que a sua família promoveu na Francônia, fundou o Mosteiro de São Margarethen em Waldkirch para estender a influência de sua família na Renânia. 
A quando da prisão de seu pai e sua execução ocorrida por alta traição em 911, Burcardo II e sua esposa, Reginlinda de Sulichgau, filha do conde Eberardo I de Sulichgau, foram para a Itália, não se sabendo ao certo de foi banido pelo Conde Erchanger da Suábia, duque da Suábia, ou se terá partido voluntariamente, exilando-se com os seus parentes nos Alpes. 
Cerca de 913, Burcardo II retornou do exílio e assumiu o controle sobre os territórios que eram propriedade de seu pai. Em 915, juntou-se a Erchanger da Suábia e Arnulfo da Baviera, Duque da Baviera, na batalha contra os magiares. 

## Relações familiares
Foi filho de Burcardo I da Suábia (c. 855 - 23 de novembro de 911) e de Lugarda da Saxônia então rainha-viúva do rei da Frância oriental Luís III da Germânia (835 - 20 de janeiro de 882), e filha do duque de Saxónia, Ludolfo da Saxónia e de Oda de Bilungo. Casou com Reginlinda de Sulichgau (c. 890 - 958) filha de Eberardo I de Sulichgau (856 - 889) e de Gisela de Verona (? - 911), de quem teve:
1. Gisela da Suábia (c. 905 - 26 de outubro de 923 ou 925), abadessa de Waldkirch,
2. Hicha da Suábia (c. 905 - 950), casada com Werner V de Nahegau (899 - 935),
3. Burcardo III da Suábia (c. 915 - 11 de novembro de 973), mais tarde duque da Suábia,
4. Berta da Suábia (c. 907 - 2 de janeiro de 961), casada Rodolfo II da Borgonha, (? — 11 de julho de 937) foi rei da Alta Borgonha de 912 até sua morte, e rei da Itália entre 922 e 925 e rei da Baixa Borgonha de 930 até sua morte[5],
5. Adalrico da Suábia (? - m. 973), monge na Abadia de Einsiedeln.